# Rainer Gross (Mediziner)

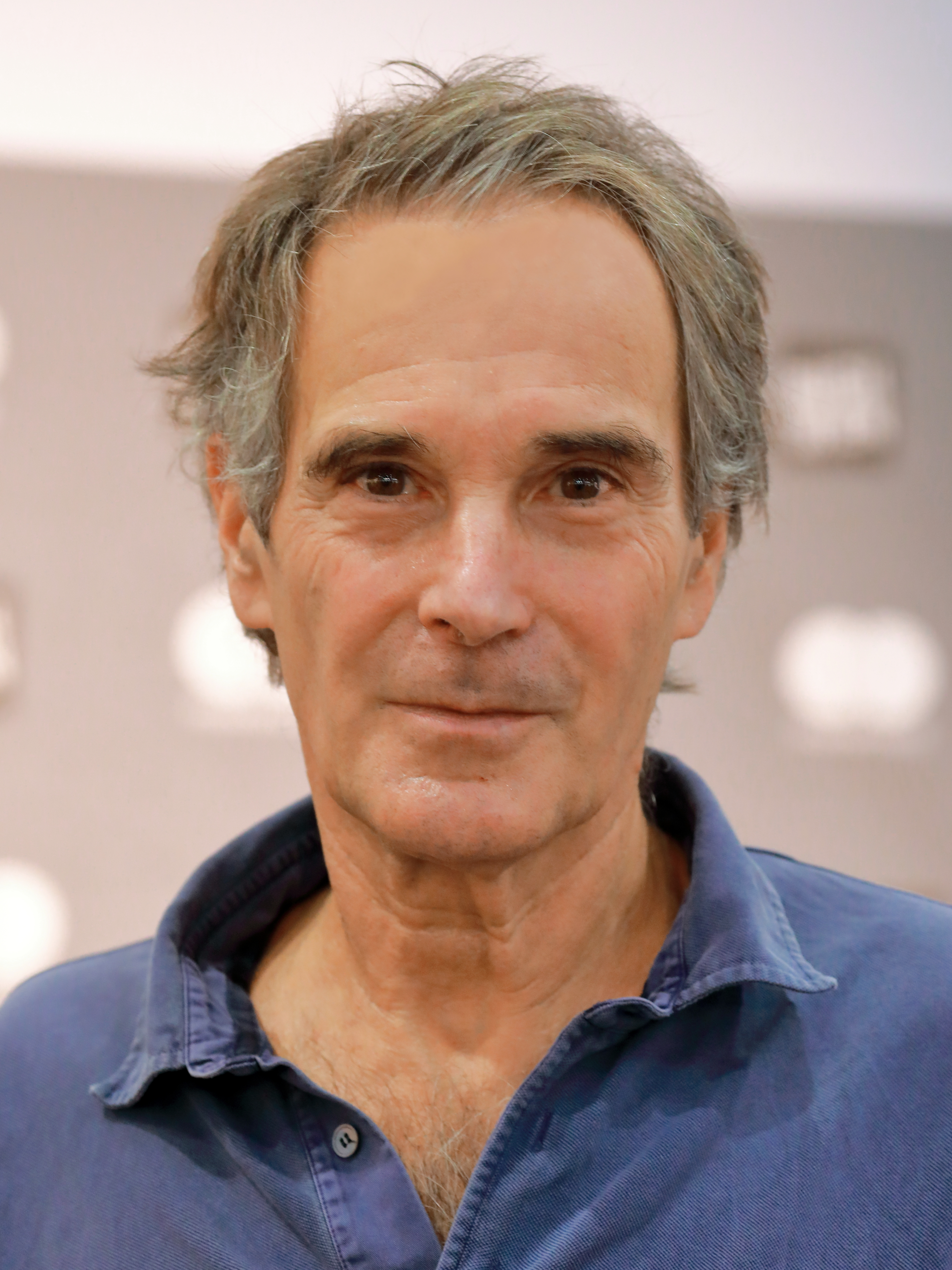
Rainer Gross auf der Buch Wien 2019

Rainer Gross (* 1953) ist ein österreichischer Psychiater und Psychoanalytiker, er arbeitet in freier Praxis in Wien.

## Leben
Gross studierte Medizin an der Universität Wien, mit Promotion zum Doktor med. 1981. Während des Studiums hatte er ein intensives Engagement in der Psychiatrie-kritischen Bewegung („Demokratische Psychiatrie Wien“). Es folgte eine Ausbildung zum Facharzt für Psychiatrie und Neurologie an der LNK Gugging, parallel eine Ausbildung zum Psychoanalytiker bei der Wiener Psychoanalytischen Vereinigung (WPV).
Tätig ist er in Privat-Praxis als Facharzt für Psychiatrie und psychotherapeutische Medizin und als Psychotherapeut in Wien seit 1989.
1983–1997 war er Arzt an der Landesnervenklinik Gugging, 1998–2015 Primarius (Chefarzt) der Abteilung für Sozialpsychiatrie am LK Hollabrunn/Niederösterreich. Dort beteiligte er sich beim Aufbau der ersten psychiatrischen Abteilung an einem allgemein-öffentlichen Krankenhaus in Niederösterreich mit einem sozialpsychiatrischen, aber auch psychodynamisch ausgerichteten Behandlungskonzept.
Seit 2016 ist er ausschließlich in seiner Praxis in Wien (Psychoanalyse, Psychotherapie, Einzel- und Gruppensupervision), als Lehrtherapeut für psychoanalytisch orientierte Psychotherapie an der Wiener Psychoanalytischen Akademie und als Lektor an der Sigmund-Freud-Privatuniversität Wien tätig.

## Publikationen (Auswahl)
- Der Psychotherapeut im Film. Kohlhammer, Stuttgart 2012, ISBN 978-3-17-021012-7.
- Angst bei der Arbeit – Angst um die Arbeit: psychische Belastungen im Berufsleben. Huber, Bern 2015, ISBN 978-3-456-85401-4.
- Heimat – gemischte Gefühle : zur Dynamik innerer Bilder. Vandenhoeck & Ruprecht, Göttingen 2019, ISBN 978-3-525-40491-1.
- Allein oder einsam? Die Angst vor der Einsamkeit und die Fähigkeit zum Alleinsein. Böhlau Verlag, Wien/Köln 2021, ISBN 978-3-205-21394-9.